# Bragança (Portugal)
Bragança é uma cidade raiana portuguesa e capital da sub-região das Terras de Trás-os-Montes, pertencendo ao distrito de Bragança e à Região do Norte e ainda à antiga província de Trás-os-Montes e Alto Douro. 
É sede do Município de Bragança que tem uma área total de 1.173,57 km2, 34.582 habitantes em 2021 e uma densidade populacional de 29 habitantes por km2, subdividido em 39 freguesias. O município é limitado a norte e leste pela região espanhola de Castela e Leão, a sudeste pelo município de Vimioso, a sudoeste por Macedo de Cavaleiros e a oeste por Vinhais.

## História
Na área do atual município de Bragança, existia já uma povoação importante ao tempo da ocupação romana. O nome Bragança deriva de Brigantia, que tem origem no termo proto-celta "brig" ou "brixs", significando "colina" ou "fortaleza elevada", nome comum em territórios celtas e que aparece em várias localidades da Península Ibérica e da Europa, sempre ligado a áreas montanhosas ou fortificadas, como por exemplo na Corunha (Brigantia) com a famosa Torre de Hércules e a sua associação ao mito de Breogán.
Durante algum tempo, teve a designação de "Julióbriga", dada a Brigância pelo imperador Augusto em homenagem a seu tio Júlio César.
Destruída durante as guerras entre cristãos e mouros, encontrava-se em território pertencente ao mosteiro beneditino de Castro de Avelãs quando a adquiriu, por troca, em 1130, Fernão Mendes de Bragança, cunhado de D. Afonso Henriques. Reconstruída no lugar de Benquerença, Dom Sancho I concedeu-lhe foral em 1187, e libertou-a em 1199 do cerco que lhe impusera Afonso IX de Leão, pondo-lhe, então, definitivamente, o nome de "Bragança".
Em 1385, uma força expedicionária castelhana composta por cerca de 1100 homens, dos quais cerca de 700 eram peões e os restantes uma força conjunta de arqueiros e besteiros, todos  comandadas por Juan Aligata. Esta força  entra em Portugal pela fronteira norte do que é hoje o distrito de Bragança. O seu objetivo final era, depois de tomarem a fortaleza de Bragança, se juntarem ao exército de João I de Castela. A incursão foi intersetada na região da cidade de Bragança por uma pequena força Portuguesa composta por cerca de 250 homens comandados por Dinis Oliveira. Os registos da batalha encontram-se no arquivo distrital de Bragança e segundo estes, a expedição castelhana foi derrotada pela pequena força portuguesa que, com um ataque de surpresa, conseguiu afugentar de forma humilhante os soldados castelhanos para Benavente. A força portuguesa apenas registou cerca de 12 baixas entra as quais o comandante, enquanto que a expedição castelhana durante a batalha perdeu mais de 130 homens.
O regente Dom Pedro, em 1442, elevou Bragança a cabeça de ducado concedido a seu irmão ilegítimo D. Afonso, 8.º conde de Barcelos, que fora genro de Dom Nuno Álvares Pereira.
Em 1445, Bragança recebeu a concessão de uma feira franca e, em 1464, D. Afonso V elevou-a à categoria de cidade.
A 5 de março de 1770, Bragança tornou-se sede de diocese. Passou a ter unida a si, desde 27 de setembro de 1780, a diocese de Miranda (criada a 22 de maio de 1545), ficando a sede em Bragança, e por isso a designação oficial da diocese é de "Bragança e Miranda".
Foi feita Oficial da Antiga e Muito Nobre Ordem Militar da Torre e Espada, do Valor, Lealdade e Mérito a 26 de abril de 1919.
Os celtas deram nome à cidade fundada no século II a.C., designando-a Brigância, topónimo que se foi latinizando até passar a ser "Bragança". Este nome é a origem do gentílico mais comum: brigantino. Bragançano também é muito usado. Bragantino e bragancês são pouco usados.

## Figuras notáveis da região de Bragança
- Dom Mendo Alão foi senhor da então Vila de Bragança, atual cidade de Bragança.
- Abade de Baçal, Francisco Manuel Alves, arqueólogo, historiador e genealogista português. O qual é patrono da Escola Sec. Abade Baçal - Bragança.
- Augusto Moreno, gramático, filólogo e cultor da língua portuguesa. É patrono da Escola Básica 1,2,3 Augusto Moreno - Bragança.
- Armando da Gama Ochoa, oficial da Marinha Portuguesa e político
- Cavaleiro de Ferreira, jurista e ministro da Justiça.
- Luís Fernandes (Pizzi), jogador de futebol
- José António de Sá, jurisconsulto e ensaísta.
- Hernâni Dias, atual secretário de Estado da Administração Local e Ordenamento do Território e ex-autarca
- Isabel Ferreira, cientista, professora, deputada à Assembleia da República e ex-secretária de Estado do Desenvolvimento Regional
- Joaquim Cabral Campello, arquiteto e professor, ex-diretor do antigo Magistério Primário

## Infraestruturas

### Mobilidade

#### Estradas
- IP4
- EN15
- A4 (auto-estrada)

#### Aeroporto
Aeródromo de Bragança (codico BGC).

#### Ferrovia
A cidade de Bragança não tem comboio desde o início da década de 1990 quando a linha do Tua foi encerrada.

#### Transportes Públicos
A ciadade é servida pelo "Serviço de Transportes Urbanos de Bragança" (STUB), uma empresa que presta serviços de transporte públicos na zona urbana e rural da cidade de Bragança. Atualmente, a maior parte dos autocarros da rede são altamente sustentáveis.

### Educação
- Instituto Politécnico de Bragança (IPB)
- Escola Básica e Secundária Miguel Torga
- Escola Básica e Secundária Emídio Garcia
- Escola Básica e Secundária Abade de Baçal

### Saúde
- Hospital de Bragança da Unidade Local de Saúde do Nordeste
- Hospital Privado de Bragança
- Centro de Saúde da Sé
- Centro de Saúde de Santa Maria

### Religião
- Catedral de Bragança
- Igreja da Misericórdia
- Igreja de São Vicente
- Igreja da Sé (antiga catedral)
- Igreja de São Tiago
- Igreja de Santa Maria (castelo)
- Igreja de Santa Clara

### Lazer
- Piscina Municipal
- Corredor Verde (POLIS)
- Parque Temático da Quinta da Trajinha
- Parque da Braguinha

## Cultura

### Instituições culturais
- Centro de Arte Contemporânea Graça Morais
- Centro de Fotografia Georges Dussaud
- Teatro Municipal de Bragança
- Museu Ibérico da Máscara e do Traje
- Museu Ferroviário de Bragança
- Museu do Abade de Baçal
- Museu Militar (Castelo de Bragança)

### Desporto
O futebol é o desporto mais representativo do município, tendo no Grupo Desportivo de Bragança o seu maior representante.

## Clima
Bragança apresenta um clima mediterrânico de verão fresco (Classificação climática de Köppen-Geiger: Csb). O verão é tipicamente morno e seco e os dias costumam ser soalheiros. Durante este período a precipitação é escassa e a maior parte da que cai é devido a trovoadas de fim de tarde. O inverno é longo, frio e húmido e é nesta estação que se encontram os meses mais chuvosos. Apesar disso, longos períodos com dias de sol não são incomuns. É das cidades portuguesas em que mais neva,[carece de fontes?] no entanto esta pode variar bastante de ano para ano, de invernos com menos de 5 dias de neve (2007/2008) para com mais de 20 dias (2008/2009).[carece de fontes?] A 12 de Fevereiro de 1983, foi registada por uma estação meteorológica do IPB a temperatura de -17,5 °C nos arredores da cidade, uma das mais baixas registadas em Portugal sob condições-padrão.[carece de fontes?]
| Dados climatológicos para Bragança (1981-2010)                                                            | Dados climatológicos para Bragança (1981-2010) | Dados climatológicos para Bragança (1981-2010) | Dados climatológicos para Bragança (1981-2010) | Dados climatológicos para Bragança (1981-2010) | Dados climatológicos para Bragança (1981-2010) | Dados climatológicos para Bragança (1981-2010) | Dados climatológicos para Bragança (1981-2010) | Dados climatológicos para Bragança (1981-2010) | Dados climatológicos para Bragança (1981-2010) | Dados climatológicos para Bragança (1981-2010) | Dados climatológicos para Bragança (1981-2010) | Dados climatológicos para Bragança (1981-2010) | Dados climatológicos para Bragança (1981-2010) |
| Mês | Jan                                            | Fev                                            | Mar                                            | Abr                                            | Mai                                            | Jun                                            | Jul                                            | Ago                                            | Set                                            | Out                                            | Nov                                            | Dez                                            | Ano                                            |
| --- | ---------------------------------------------- | ---------------------------------------------- | ---------------------------------------------- | ---------------------------------------------- | ---------------------------------------------- | ---------------------------------------------- | ---------------------------------------------- | ---------------------------------------------- | ---------------------------------------------- | ---------------------------------------------- | ---------------------------------------------- | ---------------------------------------------- | ---------------------------------------------- |
| Temperatura máxima recorde (°C)                                                                           | 20,4                                           | 20,4                                           | 25,7                                           | 28,6                                           | 33,6                                           | 36,9                                           | 38,8                                           | 39,5                                           | 37,7                                           | 30,6                                           | 22,4                                           | 18,8                                           | 39,5                                           |
| Temperatura máxima média (°C)                                                                             | 8,8                                            | 11,4                                           | 15,1                                           | 16,3                                           | 20,0                                           | 25,5                                           | 29,2                                           | 29,1                                           | 25,1                                           | 18,4                                           | 12,8                                           | 9,5                                            | 18,4                                           |
| Temperatura média (°C)                                                                                    | 4,5                                            | 6,2                                            | 9,2                                            | 10,7                                           | 14,0                                           | 18,8                                           | 21,7                                           | 21,6                                           | 18,4                                           | 13,1                                           | 8,3                                            | 5,5                                            | 12,7                                           |
| Temperatura mínima média (°C)                                                                             | 0,2                                            | 0,9                                            | 3,2                                            | 5,1                                            | 8,0                                            | 12,0                                           | 14,2                                           | 14,0                                           | 11,6                                           | 7,9                                            | 3,7                                            | 1,3                                            | 6,8                                            |
| Temperatura mínima recorde (°C)                                                                           | −11,4                                          | −11,6                                          | −10,2                                          | −5,1                                           | −2,0                                           | 3,4                                            | 4,4                                            | 4,4                                            | 1,4                                            | −3,8                                           | −8,6                                           | −9,7                                           | −11,6                                          |
| Precipitação (mm)                                                                                         | 92,8                                           | 64,2                                           | 53,5                                           | 65,2                                           | 65,0                                           | 35,4                                           | 15,4                                           | 17,4                                           | 47,7                                           | 102,2                                          | 92,4                                           | 121,6                                          | 772,8                                          |
| Dias com neve                                                                                             | 1                                              | 0                                              | 0                                              | 0                                              | 0                                              | 0                                              | 0                                              | 0                                              | 0                                              | 0                                              | 0                                              | 0                                              | 1                                              |
| Fonte: Instituto Português do Mar e da Atmosfera (1981–2010) (Records: 1971-2010) 26 de fevereiro de 2013 |                                                |                                                |                                                |                                                |                                                |                                                |                                                |                                                |                                                |                                                |                                                |                                                |                                                |
| Fonte 2: Climate Zone (Dias de neve) 26 de fevereiro de 2013                                              |                                                |                                                |                                                |                                                |                                                |                                                |                                                |                                                |                                                |                                                |                                                |                                                |                                                |

## Freguesias

Freguesias do município de Bragança.

O município de Bragança está dividido em 39 freguesias:
| Freguesia                        | Residentes (2021) |
| -------------------------------- | ----------------- |
| Alfaião                          | 164               |
| Aveleda e Rio de Onor            | 227               |
| Babe                             | 209               |
| Baçal                            | 460               |
| Carragosa                        | 162               |
| Castrelos e Carrazedo            | 214               |
| Castro de Avelãs                 | 430               |
| Coelhoso                         | 279               |
| Donai                            | 419               |
| Espinhosela                      | 227               |
| França                           | 199               |
| Gimonde                          | 358               |
| Gondesende                       | 139               |
| Gostei                           | 397               |
| Grijó de Parada                  | 248               |
| Izeda, Calvelhe e Paradinha Nova | 851               |
| Macedo do Mato                   | 178               |
| Mós                              | 175               |
| Nogueira                         | 462               |
| Outeiro                          | 234               |
| Parada e Faílde                  | 539               |
| Parâmio                          | 195               |
| Pinela                           | 227               |
| Quintanilha                      | 217               |
| Quintela de Lampaças             | 184               |
| Rabal                            | 152               |
| Rebordainhos e Pombares          | 148               |
| Rebordãos                        | 533               |
| Rio Frio e Milhão                | 287               |
| Salsas                           | 269               |
| Samil                            | 1395              |
| Santa Comba de Rossas            | 276               |
| São Julião de Palácios e Deilão  | 319               |
| São Pedro de Sarracenos          | 380               |
| Sé, Santa Maria e Meixedo        | 22689             |
| Sendas                           | 150               |
| Serapicos                        | 187               |
| Sortes                           | 262               |
| Zoio                             | 141               |

## Política

### Eleições autárquicas[5]
| Data | %       | V       | %      | V      | %     | V     | %            | V            | %              | V      | %              | V   | %              | V   | %              | V   | %  | V  | Participação |                |
| Data | PPD/PSD | PPD/PSD | CDS-PP | CDS-PP | PS    | PS    | FEPU/APU/CDU | FEPU/APU/CDU | UDP/BE         | UDP/BE | PRD            | PRD | GCE            | GCE | ADN            | ADN | CH | CH | Participação |                |
| ---- | ------- | ------- | ------ | ------ | ----- | ----- | ------------ | ------------ | -------------- | ------ | -------------- | --- | -------------- | --- | -------------- | --- | -- | -- | ------------ | -------------- |
| Data | 1976    | 43,41   | 3      | 23,79  | 2     | 22,23 | 2            | 5,81         | -              |        |                |     |                |     |                |     |    |    |              | 57,42 / 100,00 |
| 1979 | 59,80   | 5       | 14,71  | 1      | 15,84 | 1     | 5,21         | -            | 0,98           | -      | 60,02 / 100,00 |     |                |     |                |     |    |    |              |                |
| 1982 | 25,64   | 2       | 44,62  | 4      | 21,43 | 1     | 3,73         | -            |                |        | 64,22 / 100,00 |     |                |     |                |     |    |    |              |                |
| 1985 | 24,11   | 2       | 46,66  | 4      | 12,66 | 1     | 8,19         | -            | 3,88           | -      | 56,31 / 100,00 |     |                |     |                |     |    |    |              |                |
| 1989 | 38,37   | 3       | 9,86   | -      | 44,76 | 4     | 2,57         | -            |                |        | 57,68 / 100,00 |     |                |     |                |     |    |    |              |                |
| 1993 | 35,50   | 3       | 4,44   | -      | 54,41 | 4     | 1,85         | -            | 62,64 / 100,00 |        |                |     |                |     |                |     |    |    |              |                |
| 1997 | 49,01   | 4       | 2,98   | -      | 42,06 | 3     | 2,56         | -            | 60,93 / 100,00 |        |                |     |                |     |                |     |    |    |              |                |
| 2001 | 61,85   | 5       | 2,45   | -      | 28,89 | 2     | 2,96         | -            | 62,59 / 100,00 |        |                |     |                |     |                |     |    |    |              |                |
| 2005 | 62,69   | 5       | 1,30   | -      | 27,02 | 2     | 2,97         | -            | 1,78           | -      | 61,59 / 100,00 |     |                |     |                |     |    |    |              |                |
| 2009 | 48,19   | 4       | 2,37   | -      | 27,56 | 2     | 1,62         | -            | 1,25           | -      | 16,14          | 1   | 58,48 / 100,00 |     |                |     |    |    |              |                |
| 2013 | 47,24   | 4       | 2,06   | -      | 26,02 | 2     | 2,02         | -            | 1,03           | -      | 16,54          | 1   | 54,57 / 100,00 |     |                |     |    |    |              |                |
| 2017 | 57,05   | 5       | 4,19   | -      | 27,12 | 2     | 2,08         | -            | 2,72           | -      |                |     | 1,72           | -   | 52,61 / 100,00 |     |    |    |              |                |
| 2021 | 57,51   | 5       | 1,39   | -      | 26,98 | 2     | 2,22         | -            | 1,32           | -      |                |     | 5,89           | -   | 50,59 / 100,00 |     |    |    |              |                |

### Eleições legislativas
| Data | %     | %     | %     | %    | %     | %     | %        | %     | %    | %     | %    | %       | %   | % | %  | %  |
| Data | CDS   | PSD   | PS    | PCP  | UDP   | AD    | APU/ CDU | FRS   | PRD  | PSN   | BE   | PSD CDS | PAN | L | CH | IL |
| ---- | ----- | ----- | ----- | ---- | ----- | ----- | -------- | ----- | ---- | ----- | ---- | ------- | --- | - | -- | -- |
| 1976 | 31,56 | 27,33 | 25,08 | 2,90 | 0,73  |       |          |       |      |       |      |         |     |   |    |    |
| 1979 | AD    | AD    | 24,97 | APU  | 2,31  | 57,82 | 5,89     |       |      |       |      |         |     |   |    |    |
| 1980 | AD    | AD    | FRS   | APU  | 1,02  | 62,91 | 4,50     | 24,55 |      |       |      |         |     |   |    |    |
| 1983 | 19,31 | 32,72 | 34,97 | APU  | 0,64  |       | 4,88     |       |      |       |      |         |     |   |    |    |
| 1985 | 15,60 | 36,15 | 25,71 | APU  | 0,87  | 5,43  | 9,08     |       |      |       |      |         |     |   |    |    |
| 1987 | 6,58  | 59,39 | 22,04 | CDU  | 0,59  | 3,12  | 1,53     |       |      |       |      |         |     |   |    |    |
| 1991 | 5,60  | 56,13 | 30,03 | CDU  |       | 2,02  | 0,49     | 1,97  |      |       |      |         |     |   |    |    |
| 1995 | 7,79  | 41,41 | 45,15 | CDU  | 0,45  | 2,31  |          |       |      |       |      |         |     |   |    |    |
| 1999 | 6,70  | 43,34 | 41,82 | CDU  |       | 3,60  | 0,22     | 1,16  |      |       |      |         |     |   |    |    |
| 2002 | 9,05  | 50,69 | 32,51 | CDU  | 2,16  |       | 1,36     |       |      |       |      |         |     |   |    |    |
| 2005 | 7,35  | 35,40 | 46,36 | CDU  | 2,25  | 3,71  |          |       |      |       |      |         |     |   |    |    |
| 2009 | 10,87 | 39,07 | 32,96 | CDU  | 3,14  | 8,45  |          |       |      |       |      |         |     |   |    |    |
| 2011 | 10,10 | 51,54 | 25,90 | CDU  | 3,21  | 3,04  |          |       |      |       |      |         |     |   |    |    |
| 2015 | PSD   | CDS   | 35,32 | CDU  | 3,32  | 6,65  | 46,54    | 0,71  | 0,42 |       |      |         |     |   |    |    |
| 2019 | 3,55  | 40,12 | 35,24 | CDU  | 2,28  | 7,52  |          | 1,61  | 0,52 | 1,05  | 0,65 |         |     |   |    |    |
| 2022 | 1,19  | 39,39 | 40,88 | CDU  | 1,39  | 2,14  | 0,78     | 0,50  | 8,76 | 2,43  |      |         |     |   |    |    |
| 2024 | AD    | AD    | 29,94 | CDU  | 39,80 | 1,00  | 2,24     | 0,97  | 1,23 | 16,79 | 2,54 |         |     |   |    |    |

## Geminações
A cidade de Bragança é geminada com as seguintes cidades:
- Les Pavillons-sous-bois, Seine-Saint-Denis, França
- Gallicano, Toscana, Itália
- Água Grande, São Tomé, São Tomé e Príncipe
- Leão, Castela e Leão, Espanha
- La Bañeza, Castela e Leão, Espanha
- Zamora, Castela e Leão, Espanha
- Bragança Paulista, São Paulo, Brasil

## Demografia
★ Os Recenseamentos Gerais da população portuguesa, regendo-se pelas orientações do Congresso Internacional de Estatística de Bruxelas de 1853, tiveram lugar a partir de 1864, encontrando-se disponíveis para consulta no site do Instituto Nacional de Estatística (INE). 
A população registada nos censos foi:
(Número de habitantes que tinham a residência oficial neste município à data em que os censos se realizaram.)
| Número de habitantes por Grupo Etário | Número de habitantes por Grupo Etário | Número de habitantes por Grupo Etário | Número de habitantes por Grupo Etário | Número de habitantes por Grupo Etário | Número de habitantes por Grupo Etário | Número de habitantes por Grupo Etário | Número de habitantes por Grupo Etário | Número de habitantes por Grupo Etário | Número de habitantes por Grupo Etário | Número de habitantes por Grupo Etário | Número de habitantes por Grupo Etário | Número de habitantes por Grupo Etário | Número de habitantes por Grupo Etário |
| ------------------------------------- | ------------------------------------- | ------------------------------------- | ------------------------------------- | ------------------------------------- | ------------------------------------- | ------------------------------------- | ------------------------------------- | ------------------------------------- | ------------------------------------- | ------------------------------------- | ------------------------------------- | ------------------------------------- | ------------------------------------- |
|                                       | 1900                                  | 1911                                  | 1920                                  | 1930                                  | 1940                                  | 1950                                  | 1960                                  | 1970                                  | 1981                                  | 1991                                  | 2001                                  | 2011                                  | 2021                                  |
| 0-14 Anos                             | 9 936                                 | 10 685                                | 9 373                                 | 9 791                                 | 11 244                                | 12 156                                | 12 404                                | 10 040                                | 9 413                                 | 6 420                                 | 4 840                                 | 4 377                                 | 3 744                                 |
| 15-24 Anos                            | 6 194                                 | 5 645                                 | 5 144                                 | 5 648                                 | 6 638                                 | 7 428                                 | 6 460                                 | 5 470                                 | 6 349                                 | 5 279                                 | 5 036                                 | 3 577                                 | 3 677                                 |
| 25-64 Anos                            | 13 147                                | 13 292                                | 12 055                                | 12 051                                | 14 263                                | 15 990                                | 16 000                                | 13 655                                | 15 207                                | 16 012                                | 18 089                                | 19 182                                | 17 413                                |
| = ou > 65 Anos                        | 1 483                                 | 1 624                                 | 1 715                                 | 1 938                                 | 2 136                                 | 2 496                                 | 2 689                                 | 2 910                                 | 4 412                                 | 5 344                                 | 6 785                                 | 8 205                                 | 9 748                                 |

(Obs: De 1900 a 1950 os dados referem-se à população presente no município à data em que eles se realizaram Daí que se registem algumas diferenças relativamente à designada população residente)